# Festuca guestfalica
Festuca guestfalica là một loài thực vật có hoa trong họ Hòa thảo. Loài này được Boenn. ex Rchb. mô tả khoa học đầu tiên năm 1831.